# Magnetic ink character recognition
Magnetic Ink Character Recognition o MICr (in italiano Riconoscimento di caratteri tramite inchiostro magnetico) è una tecnologia per il riconoscimento dei caratteri adottata particolarmente in ambito bancario per facilitare il trattamento degli assegni.

## Storia e utilizzo
Il processo fu mostrato alla American Bankers Association nel luglio 1956 e fu quasi universalmente adottato negli Stati Uniti per il 1963.. MICR è riconosciuto come standard ANSI X9.27 "E13-B" e ISO 1004.
I caratteri MICR usati nel mondo sono l'E-13B ed il CMC-7.  Quasi tutti gli assegni statunitensi, canadesi e inglesi che attualmente hanno i caratteri MICR nella loro parte inferiore usano il font E-13B. I maggiori paesi europei, inclusa la Francia e l'Italia, usano il font CMC-7 sviluppato dalla Bull.

Un esempio del font MICR E-13B. Sono presenti i 14 caratteri dellE-13B. I caratteri di controllo posti alla destra sono (da sinistra verso destra) transit, on-us, amount e dash.

Un esempio del font MICR CMC-7. Sono presenti i 15 caratteri del CMC-7. I caratteri di controllo presenti dopo i numeri sono (da sinistra a destra) internal, terminator, amount, routing ed un carattere inutilizzato.

Oltre al fatto di essere dei font specifici per l'uso bancario i caratteri MICR vengono stampati con un toner o un inchiostro magnetico che normalmente contiene ossido di ferro. La stampa magnetica viene usata per fare in modo che i caratteri siano letti in maniera affidabile da un sistema anche quando vi sono stati sovrapposti altre stampe come, ad esempio, dei segni di annullamento. I caratteri vengono innanzitutto magnetizzati sul piano della carta con il polo nord sulla destra di ogni carattere MICR. In seguito vengono letti da una testina MICR che è un dispositivo simile alle testine di lettura dei registratori a nastro magnetico e la forma rotondeggiante delle lettere assicura che ognuna di questa fornisca una forma d'onda del flusso del campo magnetico unica al sistema di riconoscimento dei caratteri in modo da avere un risultato affidabile.
Il tasso d'errore per la lettura magnetica dei numeri presenti nella parte inferiore dell'assegno è inferiore a quella dei sistemi di riconoscimento ottico. Nel caso di caratteri MICR stampati correttamente il tasso di letture non riuscite è di meno del 1% mentre il tasso di sostituzione dei caratteri è dell'ordine di 1 ogni 100.000.
Nel 1963 i caratteri MICR divennero simbolo di modernità portando alla creazione di font dalla forma “informatica” simile che imitavano la forma dei font MICR ma che, a differenza dei veri font MICR, disponevano del repertorio completo dei caratteri.